# Ján Bendžák
Ján Bendžák (* 20. října 1951) byl slovenský a československý politik Komunistické strany Slovenska a poslanec Sněmovny lidu Federálního shromáždění za normalizace.

## Biografie
K roku 1981 se profesně uvádí jako strojní zámečník.
Ve volbách roku 1981 zasedl do Sněmovny lidu (volební obvod č. 142 – Pezinok, Západoslovenský kraj). Mandát obhájil ve volbách roku 1986 (obvod Pezinok). Ve Federálním shromáždění setrval do konce funkčního období, tedy do svobodných voleb roku 1990. Netýkal se ho proces kooptací do Federálního shromáždění po sametové revoluci.